# John Barnett
John Barnett (Bedford, Regne Unit, 15 de juliol de 1802 – idm. 16 d'abril de 1890) fou un compositor i escriptor musical anglès.
Barnett va ser el fill gran d'un Jueu prussià anomenat Bernhard Beer, que va canviar el seu cognom en establir-se en Anglaterra com un joier. Fou deixeble d'Horu, Price, Pérez, i a Frankfurt, de Schnyder von Wartensee. Dotat duna bella veu de soprano, debutà en el Drury-Lane (1813) passant al Covent Garden (Londres) dos anys després, si bé no trigà gaire a retirar-se de l'escena per a dedicar-se a la composició.
Se li deuen un gran nombre de Cants, balades i composicions curtes inspirades en obres de poetes contemporanis (4.000 aproximadament) que publicà en part sota el títol de Lyrical Illustrations of Modern Poets (1834), i diverses òperes, entre elles Carnaval de Nàpols (1830), The Mountain Sylph (1834), que aconseguí un immens èxit, Fair Rosamond (1837), Farinelli, Katheleen, etc,; entre els seus oratoris mereixen citar-se: The Omnipresence of the deity (1830).
A més va escriure diverses misses, simfonies, valsos, fugues, sonates i les obres didàctiques Systems and sining masters (Londres, 1843), assaig analític dels diversos mètodes emprats en l'ensenyança de la músic, i School for voice (1844), mètode de cant.